# Amesotropis valga
Amesotropis valga är en insektsart som beskrevs av Karsch 1893. Amesotropis valga ingår i släktet Amesotropis och familjen gräshoppor. Inga underarter finns listade i Catalogue of Life.